# 攻撃空母

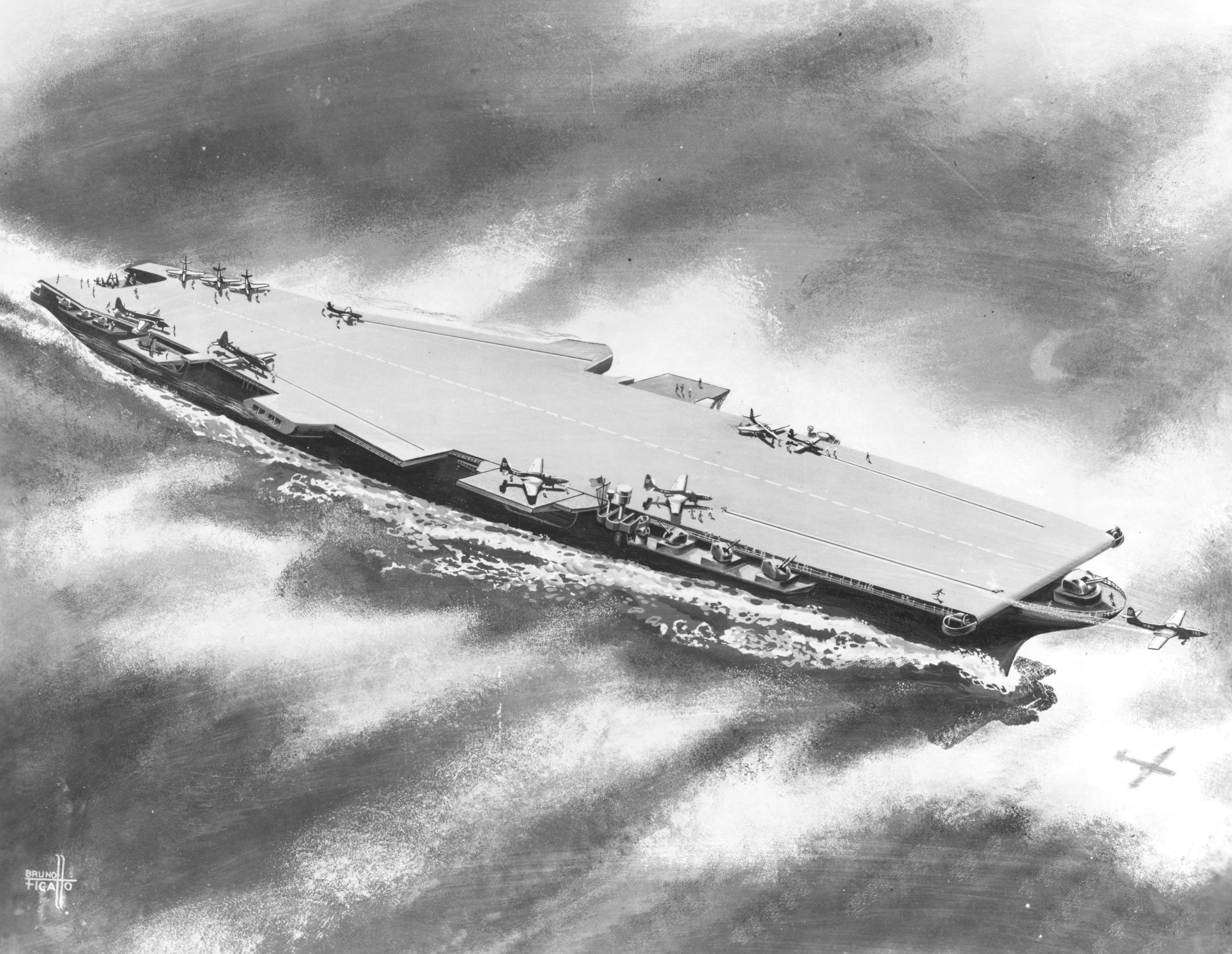
攻撃空母「ユナイテッド・ステーツ」（CVA-58; 未成艦）

攻撃空母（こうげきくうぼ、英語: Attack aircraft carrier）は、搭載する戦闘爆撃機や攻撃機によって、敵艦隊あるいは地上目標に攻撃を加えることを任務とする航空母艦。アメリカ海軍では、1952年10月1日に攻撃空母を表すCVAという船体分類記号を制定したが、後に汎用化されて対潜戦も担うようになるにつれてこの記号は用いられなくなっていき、1975年までに置き換えが完了した。
また日本では航空母艦のうち攻撃的兵器にあたるものを攻撃型空母と称するが、これは攻撃空母とは異なり、国際的に共通の明確な定義をもたない独自用語であると指摘されている。

## 概要
第二次世界大戦後のアメリカ海軍は、仮想敵としての大日本帝国海軍の消滅と核兵器の台頭を受けて、航空母艦の整備・運用方針について2つの問題に直面した。第1は核戦略体制におけるアメリカ空軍との競争であり、誕生まもない空軍が戦略核兵器の運用を巡る論争を「自らの生き残りを賭けた決戦」と位置づけて総力を挙げて取り組んだのに対し、海軍は戦術的用法を重視したため、AJ-1 艦上攻撃機を当時最大のミッドウェイ級航空母艦から運用するという弥縫策を提示するにとどまった。第2は1945年に開発に着手していた艦上攻撃機であるADR-42の扱いであり、最大離陸重量10万ポンド（約45トン）という当時破格の大型機であったために、格納庫への収容を考慮せずに同機の運用に特化した重空母をあわせて建造することも検討されたものの、通常の空母航空団を混載する多用途空母の支持者との間での対立が生じた。
海軍内部での論争を経て、結局、ADR-42に加えて護衛用および自隊防空用戦闘機を搭載した80,000トン級空母という案に落ち着き、1949年4月18日にはその1番艦として「ユナイテッド・ステーツ」（CVA-58）の建造が開始された。同艦には「CVA」という新しい艦種記号が付されることになっており、このAは「攻撃」（Attack）であるとともに「核兵器」（Atomic）の意味も持つと言われた。しかし上記のように、海軍は戦略核兵器の運用構想に関して消極的な部分があり、また海軍内部で重空母支持者と多用途空母支持者との意見対立が激しかったこともあって、同艦による戦略核兵器の運用についての真剣さに疑義が呈されるようになっており、空軍の戦略爆撃機案を支持するルイス・A・ジョンソン国防長官は、起工後9日にして建造中止を命じた。この結果、「CVA」という艦種記号は、この時点では実現しなかった。
その後、同艦の建造中止を巡る「提督たちの反乱」に関連して開かれた公聴会や朝鮮戦争での実績を通じ、空母の存在意義が広く認められるようになったことから、1952年度予算でフォレスタル級の建造が開始され、超大型空母の端緒となった。そして同年10月1日、大型空母（CVB）として建造中のフォレスタル級2隻とともに、就役中のミッドウェイ級およびエセックス級、また退役状態にあった「エンタープライズ」の類別がCVAへと変更された。また1956年5月29日には、原子力空母である「エンタープライズ」の登場によって、CVANの記号も制定された。一方、対潜空母（CVS）で運用されていた艦上哨戒機が大型・高性能なS2Fに更新されると、その性能を十分に発揮できるようにエセックス級がCVSとして用いられるようになり、CVAからの類別変更が進められたが、ベトナム戦争が本格化すると、エセックス級CVSの一部は対潜飛行隊（VS）のかわりに攻撃飛行隊（VA）を搭載して対地攻撃任務に投入されるようになり、「能力限定型CVA」と称された。
しかし1970年に海軍作戦部長に就任したズムウォルト大将は、潜水艦を含めたソ連海軍の戦力拡充やニクソン・ドクトリンなどの環境変化に対応するため、同年9月に発表した「プロジェクト60」において、戦力投射を優先してきた近来の方針を修正して制海を重視する方針を打ち出しており、航空母艦に戦力投射と制海の両方を担わせること（dual-mission carrier）が構想された。また1970年代に入るとCVSの退役も進んだことで、CVAは攻撃任務ばかりでなく対潜任務も引き受けなければならなくなり、艦上哨戒機による対潜飛行隊（VS）や哨戒ヘリコプターによる対潜ヘリコプター飛行隊（HS）を搭載する時期に艦種記号からAを外して、CVAはCVに、またCVANはCVNに類別変更されていった。1975年6月30日をもって、全艦の艦種記号の置き換えが完了した。
なおアメリカ軍は、重攻撃飛行隊（VAH）を解体して空母での戦略核運用を廃止した後に、1994年の「核態勢の見直し」 (NPR) の非戦略核戦力の項目において空母艦載型の核・非核両用機への核兵器搭載能力を除去を決定しており、2012年までに空母を含むすべての水上戦闘艦艇から核兵器を撤去・解体を完了した。2019年現在、空母において核戦力を運用しているのは、フランス海軍の原子力空母「シャルル・ド・ゴール」のみとなっている。

## 日本国憲法における位置づけ

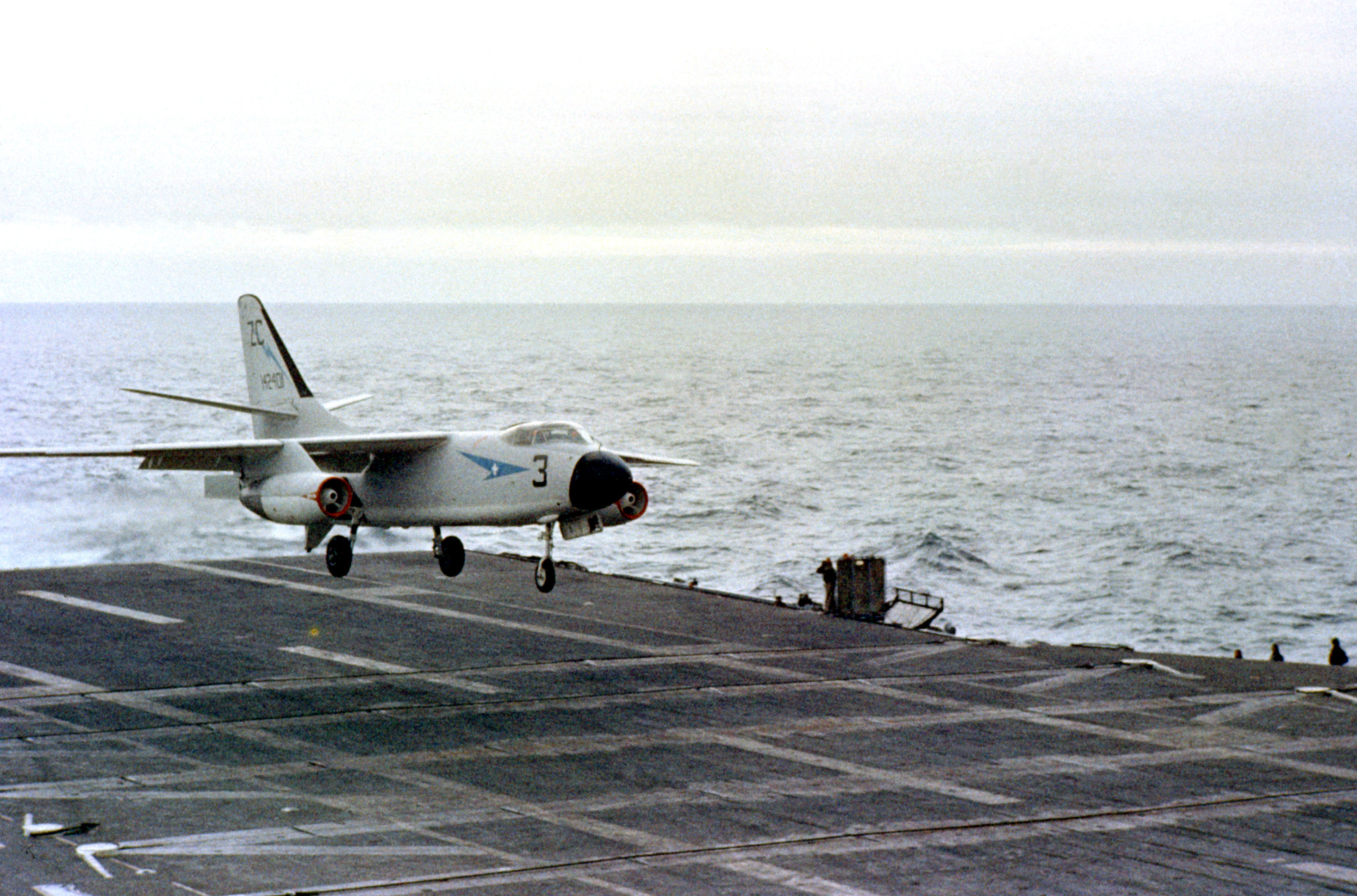
「レンジャー」（CVA-61）に着艦するVAH-6所属のA-3B艦上攻撃機

日本は、ICBM、長距離核戦略爆撃機と並び、攻撃型空母を、自衛のための必要最小限度の範囲を超え、いかなる場合にも保有が許されない「性能上専ら相手国国土の壊滅的な破壊のためにのみ用いられる、いわゆる攻撃的兵器」としている。
日本政府はCVA（攻撃型空母）を
- 「極めて大きな破壊力を有する爆弾を積めるなど大きな攻撃能力を持つ多数の対地攻撃機を主力とし、その性能上専ら相手国の国土の壊滅的破壊のために用いられる[20]」
- 「他国の国土を壊滅的に破壊するほどの能力を持った空母であり、核兵器等の大量破壊兵器を搭載することができる空母[21]」

と定義しており、「核攻撃が可能な航空機を搭載した米国の空母を攻撃型空母の例」として例示している。
- 一方で「対潜水艦用の例えばヘリコプター搭載空母というようなもの、垂直離着陸機のみを搭載するような空母は、対潜水上空母・軽空母であり持ちえない物では無い[24]」として憲法解釈上保有が許されない攻撃型空母とは別種の艦艇であると定義し、「防衛のための空母は持ち得る[25][26]」と解されている。
- ただし、相手国の領空内に戦闘機が入って、その戦闘機から爆撃をする事は敵基地攻撃能力の手段から除外されないものの、仮に1万トン程度の空母であっても、ハリアー攻撃機又はそれが性能向上した物が「海外の領域を攻撃する任務を与えられるようなものとして設計され、製造され、そのようなシステムとして機能する場合」は一種の攻撃型空母になり得ると解されている[27][注 1]。